# Valerian Ivanovič Al'banov
Valerian Ivanovič Al'banov (in russo Валериан Иванович Альбанов?; Ufa, 1881 o 1882 – Ačinsk, 1919) è stato un navigatore russo.
Fu uno dei due soli superstiti della sfortunata spedizione di Brusilov del 1912.

## Biografia
Albanov, secondo alcune fonti, nacque a Voronež e crebbe poi a Ufa; entrò a 17 anni al Collegio Navale di San Pietroburgo, dove si laureò nel 1904. Fu imbarcato su varie navi prima di salire a bordo della Sant'Anna di Georgij Brusilov per una spedizione diretta al Passaggio a Nord-Est (impresa che era stata eseguita con successo solo una volta, dall'esploratore finlandese Adolf Erik Nordenskiöld). La goletta rimase bloccata nel ghiaccio polare del mare di Kara nel mese di ottobre del 1912. Le forniture erano abbondanti e l'equipaggio si preparò a svernare, sperando di liberarsi con il disgelo dell'anno successivo, ma per tutto il 1913 il mare rimase completamente ghiacciato. Agli inizi del 1914 la nave era alla deriva a nord-ovest della Terra di Francesco Giuseppe. Albanov chiese il permesso di essere sollevato dalle sue funzioni di secondo in comando al capitano Brusilov, al fine di lasciare la nave e tentare di raggiungere terra a piedi con altri tredici membri dell'equipaggio. L'obiettivo di Albanov era quello di raggiungere lo Hvidtenland, il gruppo di isole a nord-est della Terra di Francesco Giuseppe, usando la mappa (imprecisa) di Fridtjof Nansen. Solamente Albanov e il marinaio Aleksandr Konrad sopravvissero e approdarono a capo Mary Harmsworth, molto più ad ovest, sull'isola Terra di Alessandra dove furono salvati dal tempestivo arrivo della goletta Svjatoj Foka di Georgij Jakovlevič Sedov.
Albanov scrisse un libro di memorie della sua avventura, che fu pubblicato a San Pietroburgo nel 1917. 
I dati circa la deriva della Sant'Anna sulla banchisa del mare di Kara forniti da Albanov furono attentamente studiati, nel 1924, dall'oceanografo tedesco-russo Wladimir Wiese. Egli rilevò una strana deviazione del percorso della deriva della nave e ritenne che la deviazione fosse stata causata dalla presenza di un'isola sconosciuta le cui coordinate fu in grado di calcolare con precisione grazie ai dati di Albanov. L'isola fu in seguito  scoperta e chiamata isola di Vize.
Una spedizione russa nel settembre 2010, seguendo il percorso dei membri dell'equipaggio ha trovato alcuni loro resti sulle rive della Terra di Francesco Giuseppe: uno scheletro umano, un orologio, racchette da neve, un coltello, un cucchiaio con le iniziali di un marinaio e occhiali da sole realizzati con bottiglie di rum.

## Luoghi a lui dedicati
- La nave idrografica Valerian Al'banov.
- Capo Al'banov sull'isola di Hooker (Terra di Francesco Giuseppe).
- La piccola Isola di Al'banov (остров Альбанова), a est-sud-est dell'isola di Dikson, nel mare di Kara.
- Il ghiacciaio Al'banov sull'isola della Rivoluzione d'Ottobre (Severnaja Zemlja).